# مارشال جاي كابلان
مارشال جاي كابلان هو منتج تلفزيوني كندي، ولد في 24 يوليو 1965 في تورونتو في كندا.

## وصلات خارجية
- مارشال جاي كابلان على موقع IMDb (الإنجليزية)
- مارشال جاي كابلان على موقع قاعدة بيانات الفيلم (الإنجليزية)